# Zasavska statistična regija
Zasavska statistična regija je ena od dvanajstih statističnih regij Slovenije. 

## Zasavska statistična regija
Regija Posavskega hribovja je po površini najmanjša slovenska statistična regija. Leži v osrčju Slovenije ob srednjem toku reke Save in je obkrožena s številnimi vrhovi, ki jim kraljuje Kum. Zaradi obilja premoga velja za rudarsko regijo, dolgoletno tradicijo v regiji pa ima tudi steklarska industrija.
Obsega 2,4 % površine Slovenije
Zasavska statistična regija je s 485 km2 najmanjša med slovenskimi regijami. Po površini je več kot petkrat manjša od jugovzhodne Slovenije, največje regije v državi. Leta 2023 so v tej regiji živeli približno 3 % prebivalcev Slovenije, manj jih je imela le primorsko-notranjska. Bila je tretja najgosteje naseljena regija; na km2 je živelo povprečno 118 prebivalcev.
Prebivalstvo
Povprečna starost prebivalcev je bila leta 2023 v tej regiji 45,2 leta. Delež prebivalcev, mlajših od 15 let, je znašal 14,2 %, kar je bilo pod državnim povprečjem (14,9 %); prebivalcev, starih nad 64 let, pa je bilo 23,0 % (povprečje je bilo 21,6 %).
Naravni prirast prebivalcev se je uvrščal med nižje na ravni regij. Znašal je –3,6 na 1.000 prebivalcev. Negativen je bil zaradi večjega števila umrlih (teh je bilo 11,2 na 1.000 prebivalcev) v primerjavi z živorojenimi (7,6 na 1.000 prebivalcev).
Delež tujih državljanov med prebivalci je bil v primerjavi z drugimi regijami tretji najnižji (7,5 %). V tujino se je odselilo 6,7 prebivalca na 1.000 prebivalcev te regije, kar je bila ena najnižjih vrednosti na ravni regij.
Zunaj zakonske zveze se je rodilo 59,2 % otrok, kar je bilo tik pod povprečjem za Slovenijo (56,5 %). Ženske v tej regiji so v povprečju rodile pri starosti 30,4 leta. Enako starost so dosegale tudi v pomurski in koroški, mlajše so bile le jugovzhodni Sloveniji. Delež živorojenih, ki so se rodili materam, starim 35 let ali več, je bil v tej regiji najmanjši, 17,7-odstoten, in za več kot 10 odstotnih točk manjši kot v obalno-kraški, kjer je bil največji. Prezgodnja umrljivost prebivalcev, ki izraža delež mlajših od 65 let med umrlimi v posameznem letu, je bila tu druga najnižja med regijami, 12,1-odstotna.
V vrtce je bilo vključenih 82,5 % vseh otrok, starih 1–5 let, kar je bilo enako državnemu povprečju. Izobrazbena sestava prebivalstva je bila manj ugodna, saj imajo prebivalci regije, stari 25–64 let, v povprečju nižjo stopnjo dosežene izobrazbe. Končano največ osnovno šolo jih je imelo 14,7 %, višje- ali visokošolsko izobraženih pa je bilo tukaj in v koroški regiji 27,8 % prebivalcev, kar je bilo 5,5 odstotne točke manj od slovenskega povprečja. V obeh primerih je imela manj ugoden delež le pomurska regija. Imeli so 32 študentov na 1.000 prebivalcev in se tako uvrstili med regije z manj študenti.
Razmere na trgu dela
Stopnja delovne aktivnosti je bila v zasavski regiji leta 2023 podobna povprečju v celotni Sloveniji; bila je 69,4-odstotna. Med moškimi je bila 72,1-odstotna, med ženskami pa 66,4-odstotna. Razlika v stopnjah delovne aktivnosti med spoloma je bila tukaj druga najnižja med regijami (5,7 odstotne točke). Odstotek delovno aktivnih, ki so odhajali na delo v drugo regijo, je bil v tej regiji najvišji (53,3 %); večina teh oseb, 79 %, je delala v osrednjeslovenski statistični regiji. Stopnja brezposelnosti je bila s 4,5 % druga najvišja, še višjo je imela le primorsko-notranjska (4,7 %).
Povprečna mesečna neto plača zaposlenega v zasavski regiji je znašala 1.338 EUR, kar je bilo 107 EUR ali 7 % manj od povprečja na ravni države.
Gospodarstvo
Bruto domači proizvod na prebivalca je bil v tej regiji najnižji (16.456 EUR), obsegal je za 45 % manj od povprečja v državi. K skupni bruto dodani vrednosti je prispevala najmanjši delež, 1,5 %. Razpoložljivi dohodek na prebivalca je bil tu četrti najnižji in je znašal 16.255 EUR, kar je bilo 2 % manj od povprečja za Slovenijo.
Tukaj je delovalo okoli 4.400 podjetij; zaposlovala so povprečno po 3,6 osebe.
Kakovost življenja
Prebivalci regije so se po oceni splošnega zadovoljstva z življenjem uvrstili med nadpovprečno zadovoljne, saj je bila povprečna ocena tega kazalnika v regiji s 7,9 (na lestvici od 0 do 10) druga najvišja. Bolj zadovoljni so bili le prebivalci gorenjske regije, ki so imeli povprečno oceno 8.
V zasavski regiji so izmerili drugo najvišjo stopnjo zelo nizke delovne intenzivnosti; 4,6 % oseb, starih 0–64 let, je živelo v gospodinjstvih, katerih odrasli člani (stari 18–64 let) so delali manj kot petino svojega razpoložljivega delovnega časa, izraženega v mesecih. V regiji je 13,1 % oseb živelo v stanovanjih s premajhnim številom sob glede na število članov gospodinjstva. Delež je bil drugi največji med regijami ter dvakrat večji kot v koroški. Delež gospodinjstev, ki si ne morejo privoščiti primerno ogrevanega stanovanja, je bil 9-odstoten, prav tako drugi najvišji med regijami. V regiji je bil tudi najmanjši delež gospodinjstev, ki lahko pokrijejo nepričakovane izdatke iz lastnih sredstev v znesku 770 EUR.
Regija je imela skupaj z goriško in koroško najmanjše število obsojenih oseb (polnoletnih in mladoletnih) na 1.000 prebivalcev (1,5).
Število osebnih avtomobilov na 1.000 prebivalcev je bilo v tej regiji najmanjše (550), njihova starost pa je bila enaka, kot je veljalo za povprečje Slovenije (11,1 leta).
Okolje
Količina nastalih komunalnih odpadkov na prebivalca je znašala 449 kg, kar je pomenilo tretjo najmanjšo količino med regijami. Delež ločeno zbranih komunalnih odpadkov je bil drugi najmanjši, znašal je 66,4 %. Gospodinjstvom je bilo iz javnega vodovoda dobavljenih 31,2 m3 vode na prebivalca, kar je bila druga najmanjša količina in za 7,4 m3 na prebivalca manj od povprečja za Slovenijo.
Sestavljajo jo 4 občine
Zasavska regija ima najmanjše število občin med regijami. Največja je bila z 221 km2 občina Litija, ki obsega skoraj polovico površine regije. Največ prebivalcev, 16.518, je na sredini leta 2023 živelo v občini Zagorje ob Savi, najmanj pa v občini Hrastnik (8.950). Najgosteje naseljena je bila z 275 prebivalci na km2 občina Trbovlje.

## Zasavska statistična regija v številkah
| Statistični podatki                                               |         |  | Statistični kazalniki                                                                         |        |
| ----------------------------------------------------------------- | ------- |  | --------------------------------------------------------------------------------------------- | ------ |
| Površina, km2, 1.1. 2023                                          | 485     |  | Gostota naseljenosti , 1. 7. 2023                                                             | 117,7  |
| Število prebivalcev, 1. 7. 2023                                   | 57.283  |  | Povprečna starost prebivalcev, 1. 7. 2023                                                     | 45,2   |
| Naravni prirast, 2023                                             | –206    |  | Delež prebivalcev, starih 0-14 let (%), 1. 7. 2023                                            | 14,2   |
| Število učencev v osnovnih šolah, 2023/2024                       | 5.075   |  | Delež prebivalcev, starih 65 let ali več (%), 1. 7. 2023                                      | 23,0   |
| Število dijakov (po prebivališču), 2023/2024                      | 2.125   |  | Naravni prirast (na 1.000 prebivalcev), 2023                                                  | –3,6   |
| Število študentov (po prebivališču), 2023/2024                    | 1.804   |  | Skupni selitveni prirast (na 1.000 prebivalcev), 2023                                         | 6,1    |
| Število delovno aktivnih prebivalcev (po prebivališču), 2023      | 24.929  |  | Skupni prirast (na 1.000 prebivalcev), 1. 1. 2023                                             | 2,5    |
| Število zaposlenih oseb (po delovnem mestu), 2023                 | 13.217  |  | Delež prebivalcev, starih 25 do 64 let, z osnovno šolo ali manj, 1. 1. 2023                   | 14,7   |
| Število samozaposlenih oseb (po delovnem mestu), 2023             | 2.031   |  | Delež prebivalcev, starih 25 do 64 let, z višjo ali visoko izobrazbo, 1. 1. 2023              | 27,8   |
| Povprečna mesečna bruto plača na zaposleno osebo (EUR), 2023      | 2.031,2 |  | Stopnja delovne aktivnosti (%), 2023                                                          | 69,4   |
| Število podjetij, 2023                                            | 4.405   |  | Število izdanih gradbenih dovoljenj (na 1.000 prebivalcev), 2023                              | 2,0    |
| Regionalni bruto domači proizvod (mio. EUR), 2023                 | 942     |  | Bruto domači proizvod na prebivalca (EUR, tekoči tečaj), 2023                                 | 16.456 |
| Kmetijska zemljišča v uporabi, ha, 2020                           | 10.131  |  | Obsojeni polnoletni in mladoletni (na 1.000 prebivalcev), 2023                                | 1,5    |
| Število prihodov turistov, 2023                                   | 7.966   |  | Število osebnih avtomobilov (na 1.000 prebivalcev), 2023                                      | 550    |
| Število prenočitev turistov, 2023                                 | 22.990  |  | Komunalni odpadki, zbrani z javnim odvozom (kg/prebivalca), 2023                              | 340    |
| Vir: Statistični urad Republike Slovenije, Podatkovna baza SiStat |         |  | Vir: Statistični urad Republike Slovenije, Slovenske statistične regije in občine v številkah |        |

## Občine v statistični regiji
- Občina Hrastnik
- Občina Trbovlje
- Občina Zagorje ob Savi
- Občina Litija